# Făgărașu Nou, Tulcea
Făgărașu Nou (în trecut Araclar) este un sat în comuna Topolog din județul Tulcea, Dobrogea, România.